# Henry DeLamar Clayton

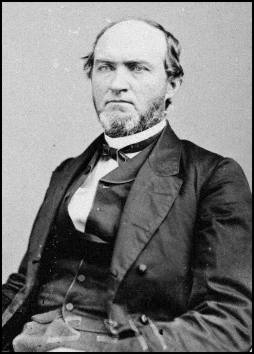
Henry DeLamar Clayton

Henry DeLamar Clayton (* 7. März 1827 im Pulaski County, Georgia; † 13. Oktober 1889 in Tuscaloosa, Alabama) war ein Generalmajor der Konföderierten im Sezessionskrieg und Präsident der University of Alabama.

## Leben
Clayton besuchte das Emory and Henry College in Virginia und studierte anschließend Rechtswissenschaften in Eufaula, Alabama. 1849 wurde er von der Anwaltskammer zugelassen und eröffnete ein Büro in Clayton; zudem betätigte er sich in der Politik. 1857 und 1859 wurde er jeweils für zwei Jahre als Vertreter des Barbour County ins Repräsentantenhaus von Alabama gewählt. In dieser Zeit stellte er auch eine Kompanie der Miliz auf, die Clayton Guards, als deren Hauptmann er fungierte, und diente ab August 1860 auch als Kommandeur des 3. Alabama Freiwilligen Regiments.
Bei Ausbruch des Sezessionskriegs unterstellte Clayton seine Truppen dem Kommando des konföderierten Heeres und erhielt selbst das Kommando über alle Alabama-Truppen, die in und um Pensacola, Florida, stationiert waren. Nachdem er im März 1861 dort eingetroffen war, bildete er aus den Truppen das 1. Alabama-Infanterie-Regiment und bildete es fast ein Jahr lang aus. Im Januar 1862 ging er zurück nach Alabama und organisierte die 39. Alabama-Brigade, die er auch kommandierte, als diese mit der Brigade von Generalmajor Gardner zusammengeführt wurde. Anschließend unterstanden beide General Bragg bei dessen Kentucky-Feldzug 1862. Bei der Schlacht von Murfreesboro vom 31. Dezember 1862 bis zum 2. Januar 1863 wurde Clayton verwundet und nach seiner Genesung zum Brigadegeneral befördert. Anschließend übergab man ihm die ehemalige Brigade von Generalleutnant Stewart, bestehend aus dem 18. 32., 36., 38. und 58. Alabama-Regiment, mit dem er vom 19. und 20. September 1963 an der Schlacht am Chickamauga sowie vom 23. bis 25. November 1863 an der Schlacht von Chattanooga teilnahm. Einige Zeit danach wurde er zum Generalmajor befördert und bekam das Kommando von A. P. Stewarts ehemaliger Division übertragen, mit der er bis April 1865 an allen wichtigen Gefechten in Tennessee teilnahm.
Nach dem Krieg führte Clayton seine Kanzlei weiter und wurde im Mai 1866 zum Bezirksrichter gewählt, allerdings wurde er von der Übergangsregierung wieder abgesetzt. 1874 und 1880 wurde er wieder in dieses Amt gewählt. 1886 übernahm er das Amt als Präsident der University of Alabama.